# Лентоостник
Лентоо́стник (лат. Taeniatherum; от др.-греч. ταινία, taenia — лента и ἀθήρ, ather — ость) — род травянистых растений семейства Злаки (Poaceae), распространённый в странах Средиземноморья и восточнее до Гималаев.

## Ботаническое описание
Однолетние травянистые растения, 10—40 см высотой. Стебли прямостоячие. Влагалища почти до основания расщеплённые. Язычки перепончатые, голые. Листья линейные, 1—4 мм шириной.
Колосья густые, вверху по причине расходящихся остей расширенные, с голой, крепкой, неломкой осью, несущей на верхушке колосок. Колоски сидят по 2, вполне сидячие, одноцветковые с рудиментарным вторым цветком. Колосковые чешуи узко-шиловидные, жёсткие, при основании сросшиеся. Нижние цветковые чешуи ланцетные, шероховатые с весьма длинными, отклонёнными, при основании сплюснутыми, шероховатыми остями. Хромосомы крупные; x = 7.

## Виды
Род включает 3 вида:
- Taeniatherum asperum (Simonk.) Nevski — Лентоостник шероховатый
- Taeniatherum caput-medusae (L.) Nevski
- Taeniatherum crinitum (Schreb.) Nevski typus — Лентоостник длинноволосый